# Stewart-Haas Racing
Stewart-Haas Racing, antes conocido como Haas CNC Racing, es un equipo estadounidense que compite en la Copa NASCAR con sede en Kannapolis, Carolina del Norte. 
Fundado por Gene Haas en 2002, el equipo es propiedad de Haas y del tricampeón de la Copa NASCAR Tony Stewart, quien este último se hizo copropietario del equipo en 2009. Compite en la Copa NASCAR, y en 2020 la disputa con cuatro vehículos Ford Mustang, el N.º 4 pilotado por Kevin Harvick, el N.º 10 por Aric Almirola, el N.º 14 por Chase Briscoe, y el N.º 41 por Cole Custer. El equipo cuenta con motores de Roush Yates. En las NASCAR Xfinity Series corren con un Ford Mustang. el Nº98 pilotado por Riley Herbst.
Desde su fundación en 2002, el equipo ha competido con las marcas de General Motors, especialmente Chevrolet, contando con motores y apoyo técnico de Hendrick Motorsports. Sin embargo, el 24 de febrero de 2016 el equipo emitió un comunicado donde da a conocer un acuerdo multianual para cambiar a Chevrolet por Ford, específicamente con el modelo Fusion, a partir de la temporada 2017, y con el Ford Mustang desde 2019.
En 2011, Tony Stewart se consagró campeón de la Copa NASCAR, por lo que significó el primer campeonato de pilotos para este equipo, y el tercero personal. Tres años después, Kevin Harvick logró el segundo campeonato de piloto para el equipo y el primero personal.

## NASCAR Cup Series

### Haas CNC Racing (2002-2008)
El equipo que se comenzó llamándose Haas CNC Racing. Debutó en la Copa NASCAR en 3 carreras en 2002; el piloto Jack Sprague condujo el Chevrolet N.º 60, con un mejor resultado final de puesto 30. Para 2003, el equipo compitió a tiempo completo en la Copa NASCAR con un Pontiac número 0. Sprague estuvo en las primeras 18 carreras de la temporada con el equipo, pero este se fue y fue reemplazado por varios pilotos: Jason Leffler (10 carreras), John Andretti (3 carreras) y Ward Burton (últimas 4 de la temporada). El equipo no logró ningún top 10.
En 2004, sus coches cambiaron de Pontiac a Chevrolet; Burton condujo para el equipo todas las carreras de la temporada, salvo las últimas dos, ya que fue despedido, y logró 3 top 10; en esas dos últimas carreras Mike Bliss lo reemplazó terminando una vez en el top 10. Aparte el equipo compitió en las 400 Millas de Brickyard, con un segundo Chevrolet, el N.º 60, conducido por Leffler, terminando en el puesto 43.º. 
Bliss fue fichado por el equipo para conducir a tiempo completo el Chevrolet N.º 0 en la Copa NASCAR en 2005. En 36 carreras Bliss logró 2 top 10, y terminó en el puesto 28.º en la clasificación general. 
En 2006, Bliss fue reemplazado por el campeón del 2000 de la Busch Series, Jeff Green, en el Chevrolet renumerado 66. Green logró 2 top 10, y concluyó en el puesto 28.º en el campeonato. Johnny Sauter compitió en un segundo Chevrolet en la Coca-Cola 600, donde terminó en el puesto 24.º.
Para 2007, Jeff Green siguió conduciendo el nº66 en la Copa NASCAR, pero en las últimas 4 fechas de la temporada fue reemplazado por Jeremy Mayfield: Green logró 3 top 10 para terminar en el puesto 32.º en el campeonato. En ese año, Haas agregó otro Chevrolet a tiempo completo, el número 70 conducido por Sauter, quien terminó en el puesto 30.º en el campeonato con 1 top 5, y 2 top 10. 
El año siguiente, Haas CNC siguió con su operación de dos autos a tiempo completo, el 66 fue conducido por Scott Riggs en todas las carreras, salvo en Sonoma, donde condujo Max Papis; Riggs logró 1 top 10 (el único de Haas CNC del año), y concluyó en el campeonato en el puesto 31.º. En tanto, el 70, Mayfield lo corrió las primeras 7 carreras antes de ser despedido por el equipo. Después, en el resto del año varios pilotos pilotaron ese auto: Ken Schrader, Jason Leffler, Tony Raines, Max Papis, y Johnny Sauter.

### Stewart-Haas Racing (2009-presente)

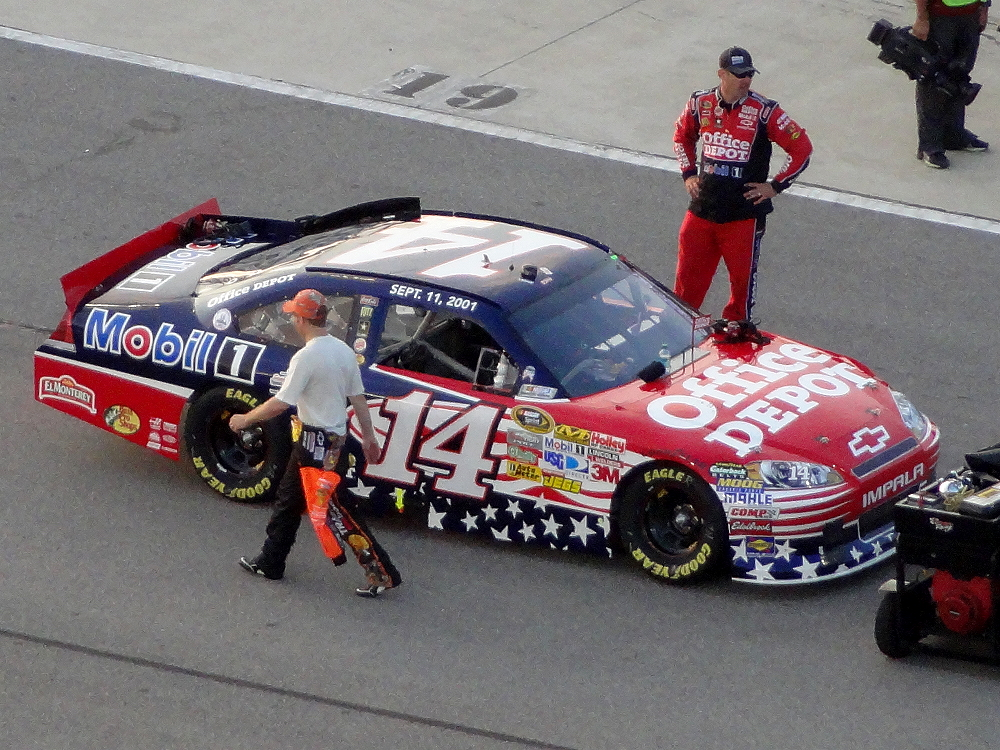
Tony Stewart en Richmond, 2011.

El equipo cambió radicalmente en julio de 2008, debido a que Tony Stewart hizo un trato con el dueño de equipo Gene Haas para competir con un Chevrolet de su equipo la temporada siguiente, comprando una parte del equipo, con la cual el nombre cambiará a Stewart-Haas Racing en 2009. El auto de Stewart tendría el número 14 en su coche en homenaje a su héroe A. J. Foyt. El 15 de agosto de 2008, Ryan Newman firmó un contrato de varios años para conducir el segundo Chevrolet del equipo a partir de 2009. Originalmente iba a ser designado el coche N.º 4, pero finalmente se decidió por el 39. 
En 2009, Stewart logró 4 victorias, 15 top 5, y 23 top 10, aunque terminó sexto en el campeonato, debido a que tuvo una mala parte final de la temporada. En tanto, Newman logró 5 top 5, 15 top 10, y 2 poles, para terminar noveno en el campeonato. El año siguiente, entre otros resultados, Stewart ganó 2 carreras, y Newman una, y terminaron séptimo y decimoquinto en el campeonato, respectivamente.
En 2011, Stewart comenzó la Caza por la Copa en noveno lugar, pero ganó cinco de las diez fechas finales y fue tercero en otra, con la cual quedó empatado con Carl Edwards, de Roush-Fenway Racing, en puntos, pero sus 5 victorias contra las 1 del piloto de Roush Fenway Racing, hicieron que Stewart obtuviera su tercera Copa NASCAR. Además, fue el primer campeonato en una categoría de NASCAR para el equipo. Newman también se metió en la Caza, pero terminó décimo en el campeonato, con 1 victoria, y 9 top 5.
En 2012, además de Stewart y Newman, el equipo puso un tercer Chevrolet, el número 10, pilotado en 10 carreras por Danica Patrick, bajo una asociación entre Stewart-Haas y Tommy Baldwin Racing formada antes del inicio de la temporada de 2012; en las demás carreras donde SHR y Patrick no competía, TBR competía con sus pilotos en el coche 10. Stewart logró 3 victorias, y 16 top 10, lo que sirvió para meterse en la Caza pero no pudo defender con éxito el título, terminando noveno en el campeonato. Por otro lado, Newman no pudo entrar en la Caza y terminó decimocuarto en el campeonato, con 1 victoria, 6 top 5 y 14 top 10; y Patrick tuvo un mejor resultado de un puesto 17.º en Phoenix en noviembre en 10 carreras disputadas.
Para 2013, SHR compitió con tres Chevrolet a tiempo completo, siendo Danica Patrick la tercera piloto titular del equipo. Stewart consiguió una victoria, 5 top 5 y 8 top 10, pero solo disputó las primeras 21 fechas debido a que se lesionó en una carrera de automóviles sprint a inicios de agosto y quedó de baja por el resto de la temporada. Lo reemplazaron Max Papis en Watkins Glen, Mark Martin en otras 12 carreras y Austin Dillon en otras 2 logrando un top 10 con Martin. Mientras tanto, Newman entró a la Caza por la Copa y logró una victoria en las 400 Millas de Brickyard de Indianápolis, 6 top 5 y 18 top 10 en la temporada para terminar undécimo; y Danica logró la pole para las 500 Millas de Daytona donde terminó séptima en la carrera. Después, en el resto de la temporada, logró un 12.º puesto en la fecha de abril de Martinsville como mejor resultado y terminó en el 27.º lugar en el campeonato.

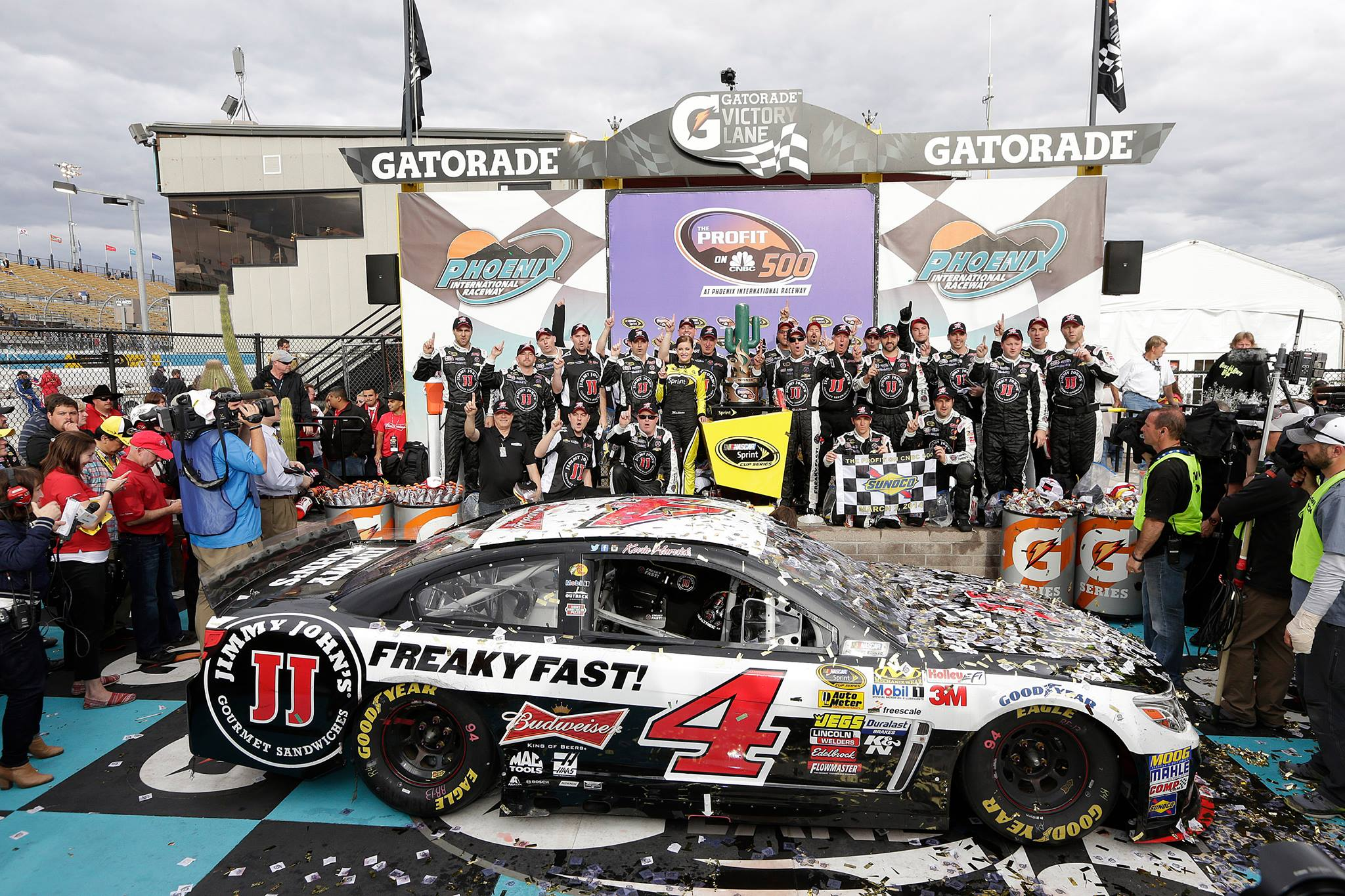
Kevin Harvick tras la victoria en Phoenix, 2014.

En la Copa NASCAR 2014, el equipo se amplió a cuatro autos Chevrolet a tiempo completo, uniéndose al equipo Kevin Harvick conduciendo el coche número 4, en sustitución de Ryan Newman, quien se unió a Richard Childress Racing, y Kurt Busch, en el número 41. Por otro lado, Stewart regresó a la competición en las 500 Millas de Daytona. Harvick logró su primer campeonato de pilotos al lograr cinco victorias, mientras que Kurt Busch logró una victoria para finalizar 12.º. Stewart y Patrick finalizaron 25.º y 28.ª respectivamente, sin victorias.
En 2015, Harvick llegó a la ronda final en Homestead-Miami Speedway con tres victorias, pero fue subcampeón después de que superase Kyle Busch en la Final a 4. Otro piloto que se clasificó a la Caz fue Kurt Busch, quien llegó a la tercera ronda, con dos triunfos. En tanto, Patrick y Stewart concluyeron 24.º y 28.º respectivamente, sin victorias. El año siguiente, Harvick, Busch y Stewart se clasificaron a la Caza por la Copa. Busch y Harvick alcanzaron la Ronda de 8, con 1 y 4 triunfos, respectivamente. Mientras, Stewart, en su último año como piloto en la categoría, llegó a la ronda de 16 con una victoria, la cual consiguió después de perderse las primeras 11 carreras. Mientras, Patrick resultó 24.ª, sin victorias.
Para 2017, el equipo cambiaba de marca, pasando a correr con Ford, y empezó el año con el pie derecho, pues Kurt Busch ganó las 500 Millas de Daytona, siendo la primera para él en su carrera y también la primera para el equipo. De igual manera, Harvick ganaría en Sonoma y con ello él y Busch avanzarían al nuevo sistema de campeonato denomimado "Playoffs". Kurt no duraría mucho pues quedaría eliminado en la primera ronda, mientras que Harvick lograría la victoria en Texas para así avanzar al Championship 4  en Miami, quedando cuarto en Homestead y tercero en el campeonato, por detrás de Martin Truex Jr. y Kyle Busch. Los otros dos pilotos, tuvieron sus buenos y malos momentos. Danica conseguiría solo 2 top 10, en Dover e Indianapolis, y ya con el contrato por finalizar al término de la temporada, Patrick tomó la dura y difícil decisión de dejar de correr a tiempo completo; mientras que Clint Bowyer, sustituto de Tony Stewart, no se clasificó a los playoffs, pese a conseguir varios top-5.
2018 marcaría un antes y un después para el equipo. Aric Almirola sustituyó en el Ford Fusion nº10 a Danica Patrick. el equipo estuvo a punto de ganar la edición 60.ª de las 500 Millas de Daytona, Almirola lideraba la carrera en la última vuelta. En un reinicio de overtime, el Ford N.º 10 tuvo un mejor arranque que el Toyota N.º 11 de Denny Hamlin. Lideró esa primera vuelta y tomó la bandera blanca en posición privilegiada, pero el rookie Bubba Wallace empujó con fuerza al N.º 3 de Austin Dillon quien a su vez tocó al 10 de Almirola, quien al final terminó contra el muro, y en un final dramático donde el 3 volvía a ganar en Daytona después de 20 años, todos los pilotos de Stewart-Haas no finalizaron la carrera. Pero de ahí en adelante, se convirtieron en el equipo a vencer. Harvick, quien tomaría las riendas del equipo, ganaría en Atlanta, Las Vegas y ISM Raceway en Phoenix, siendo penalizado en Las Vegas por infringir las reglas de NASCAR, pero eso no le impidió seguir dominando, pues ganaría en Dover, Kansas, New Hampshire, Míchigan y Texas en los playoffs siendo nuevamente penalizado en esta última carrera, a causa de infringir el reglamento a cerca de las medidas del alerón. Además, ganó la Carrera de las Estrellas de la NASCAR en Charlotte. Por su parte, Clint Bowyer también ganaría en dos ocasiones: en un lunes donde se corrió la carrera de Martinsville que se había pospuesto por inclemencia climática, Bowyer colocaría el N.º 14 en Victory Lane por primera vez desde Sonoma 2016 cuando Tony Stewart ganaba su última carrera antes de retirarse. Más adelante, nuevamente gracias al clima, Bowyer ganaría en Míchigan en junio con una estrategia que le hizo acabar delante de Harvick y Kurt Busch, siendo esta la primera vez que tres pilotos de Stewart-Haas Racing acababan entre los tres primeros. Por su parte, Kurt Busch ganaría después de 56 carreras sin hacerlo en Bristol 2, en agosto, tras algunas pole position y top 10, y finalmente Almirola conseguiría ganar en una carrera limpia en Talladega. Fue una carrera en la que los cuatro pilotos de SHR rodaron al frente y en solitario durante la mayor parte de la prueb. Sin embargo, una bandera amarilla a pocas vueltas del final hizo que, al dar más vueltas de las previstas para que se agrupasen los pilotos y comenzar la overtime, Harvick se quedase sin gasolina y tuviese que entrar en boxes, peridendo muchísimas posiciones. Así, Busch y Almirola quedaron al mando del reinicio, y detrás estaba Clint Bowyer, y en la última vuelta, Kurt Busch se quedó, al igual que Harvick, sin gasolina. Pese a que pudo terminar la carrera, perdió muchas posiciones. Sin embargo, el equipo celebró un doblete, pues Almirola ganaría después de 4 años de haber ganado en Daytona en julio del 2014 con Richard Petty Motorsports, y Clint Bowyer acabó segundo. La de 2018 fue la primera vez donde los 4 autos de Stewart-Haas ganaban una carrera cada uno en una temporada, y así también la primera vez en que todos avanzarían a los playoffs. Además, todos llegaron a la penúltima ronda, la de 8, aunque allí fueron eliminados Bowyer, Almirola y Busch. Por su parte, Harvick se clasificó para la final en Miami, pero allí acabó tercero, finalizando la temporada en la misma posición de la general. En total, SHR ganó en 2018 12 carreras (8 Harvick, 2 Bowyer, 1 Busch y 1 Almirola).
El 2 de diciembre de 2018 se confirmó que Kurt Busch no continuaría en el equipo. Desde entonces, se barajaron varios nombres, siendo el del mexicano campeón de la Xfinity Series 2016 Daniel Suárez el principal candidato. Finalmente el 7 de enero de 2019, fecha de cumpleaños de Suárez, se anunció que el piloto de Joe Gibbs durante 2017-2018, tomaría los mandos del Ford Mustang N.º 41, diciendo que esta era la "Segunda Oportunidad" que él esperaba.
Sin embargo, su año fue decepcionante, pues no se clasificó para los playoffs y tampoco ganó ni una carrera. Por su parte, Almirola y Bowyer tampoco ganaron, pero sí clasificaron para los playoffs. Almirola cayó en la primera ronda, la de 16, y Bowyer en la segunda, la de 12. Por su parte, Kevin Harvick ganó cuatro carreras (New Hampshire, Míchigan, las 400 Millas de Brickyard y Texas 2), pero no pudo ser campeón al finalizar tercero la carrera final por el campeonato.
En 2020 Suárez abandonó el equipo y fue remplazado por Cole Custer, que venía de ser subcampeón en las Xfinity Series con 7 victorias. Ese año, Kevin Harvick ganó la primera carrera post-confinamiento en Darlington, y sumó otros seis triunfos más en la temporada regular, de la cual fue campeón, destacando otra victoria en las 400 Millas de Brickyard. Por su parte, tanto Clint Bowyer como Aric Almirola se clasificaron a los playoffs por puntos, sin victorias. Cole Custer consiguió su primera victoria en las Cup Series en Kentucky Speedway, siendo el novato del año y el primero de ellos en ganar en Kentucky. En los playoffs, Custer fue eliminado en primera ronda y Bowyer y Almirola en la segunda. Harvick, que era el gran favorito para el título, tuvo un pinchazo en la carrera eliminatoria de Martinsville que le impidió clasificarse para la final, acabando 5.º en la general. En los playoffs sumó dos victorias más (un total de 9), destacando otra joya de la corona, las 500 Millas Sureñas.
En 2021, Clint Bowyer decidió retirarse, y su asiento pasó a Chase Briscoe, que venía de ganar 9 carreras en la NASCAR Xfinity Series.

## Xifnity Series

### Haas CNC Racing (2003-2004)
El equipo tuvo su debut en la entonces denominada Busch Series en 2003, sin resultados positivos. Troy Cline y Jason Leffler, confujeron el Chevrolet N.º 00, en 1 y 6 carreras respectivamente, logrando un top 5 en la fecha final de la temporada de la Busch Series con Leffler.
En 2004 compitió a tiempo completo. En las primeras 27 carreras, Leffler logró una victoria en Nashville; era a la vez la primera victoria de Leffler en la Busch Series y primera victoria del equipo. También logró 8 top 5, 17 top 10, y 1 pole, y a pesar de estar tercero en el campeonato, Leffler fue despedido después de firmar con Joe Gibbs Racing para correr la NASCAR Cup Series en 2005. Blake Feese, Tony Raines, y Justin Labonte lo reemplazaron, logrando un top-10 con Raines.

### Labonte-Haas Motorsports (2005)
En 2005, el equipo se unió con Labonte Motorsports, para competir en la Busch Series con un Chevrolet para Justin Labonte (hijo de Terry Labonte), que logró 2 top 10, terminó en el puesto 17 en el campeonato.

### Haas CNC Racing (2006)
En 2006, la alianza del equipo con Labonte se disolvió, aunque el equipo puso en pista un Chevrolet, el n.º 00, para Sauter. Terminó octavo en el campeonato con 2 top 5, 9 top 10 y 1 pole.

### Stewart-Haas Racing (2017)
En 2017 reabren su programa en las Xfinity Series poniendo un coche a tiempo completo para el rookie Cole Custer. El joven piloto se clasificó para los playoffs y logró una victoria, en la última carrera del año en Homestead-Miami Speedway. Terminó en quinta posición. También pusieron un coche a tiempo parcial, con el que Kevin Harvick corrió seis carreras. En esas seis carreras acabó siempre entre los diez primeros, y con top-5 en cinco de esas seis carreras. Sin embargo, no pudo ganar ninguna.

### Stewart-Haas Racing with Biagi Den-Beste Racing (2018-presente)

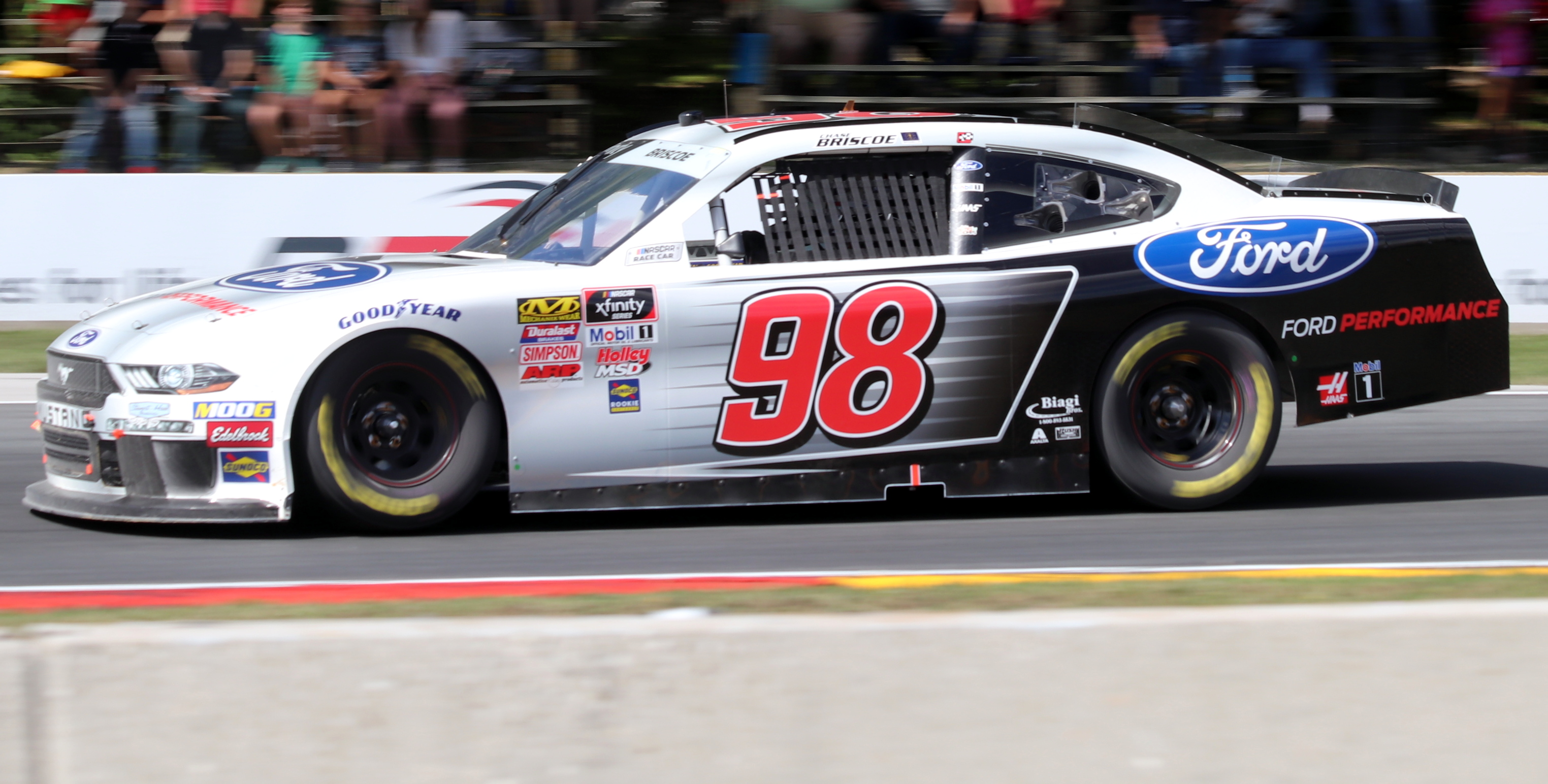
Chase Briscoe en Road America en 2019

En 2018 el equipo se fusiona con Biagi Den-Beste Racing y forman Stewart-Haas with Biagi Den-Beste Racing. El equipo mantiene el n.º 00 de Cole Custer a tiempo completo y añade a tiempo parcial el n.º 98 de Biagi Den-Beste Racing, que el año anterior solo había corrrido 15 de las 33 carreras. Sin embargo, en dicho coche no habría un piloto corriendo todas las carreras, sino que fue utilizado por diversos pilotos. Cole Custer acabó la temporada siendo subcampeón con una victoria, en Texas Motor Speedway. Por otro lado, en el n.º 98, Kevin Harvick corrió 5 carreras, Chase Briscoe corrió otras cinco y Aric Almirola corrió otras 2. En esas doce carreras, el coche n.º 98 ganó dos (una con Harvick y otra con Chase Briscoe).
En 2019 mantienen el n.º 00 de Cole Custer e incorporan. ya a tiempo completo, el n.º 98, que sería conducido por Chase Briscoe. Cole Custer hizo un gran año, ganando siete carreras y finalizando subcampeón de las Xfinity Series, mientras que Chase Briscoe fue quinto con una victoria.
Como Cole Custer pasó a correr en la NASCAR Cup Series en 2020, el equipo solo tuvo un coche en pista ese año en la NASCAR Xfinity Series: el nº98 de Chase Briscoe. El piloto de Indiana fue el gran dominador del año, consiguiendo nueve victorias y siendo segundo en la temporada regular. En los playoffs, llegó a la carrera final por el campeonato, pero no tuvo un buen día y fue el peor de los clasificados, de modo que acabó 4.º en la general. Sin embargo, sus buenas actuaciones, unidas a la retirada de Clint Bowyer, le permitieron ser promocionado y correr en 2021 en la NASCAR Cup Series.
Más tarde, se anunció que Riley Herbst sería su sustituto en las Xfinity Series.

## NASCAR Truck Series
Cole Custer corrió con una camioneta del equipo procedente de Turner Motorsports y con motor de Hendrick Motorsports en seis carreras de la temporada de 2014. En Gateway se convirtió en el poleman más joven de la historia de la categoría, y más tarde, en New Hampshire, donde también salía desde la pole, se convirtió en el ganador más joven de la historia de la categoría. Además, convirtió a Gene Haas en el cuarto dueño de toda la historia en ganar al menos una carrera en las tres divisiones nacionales de NASCAR (Cup, Xfinity y Trucks).

## NASCAR K&N Pro Series West
Stewart-Haas debutó en la NASCAR K&N Pro Series West en 2018, cuando alinearon un coche para Aric Almirola para la carrera en Sonoma Raceway, en preparación para correr la carrera de las Cup Series al día siguiente. Almirola acabó segundo esa carrera.

## eSports
Stewart-Haas Gaming hizo historia al convertirse en el primer campeón de la eNASCAR Heat Pro League en 2019. Para 2020, el equipo pasó a denominarse Stewart-Haas eSports.

## Estadísticas

### Pilotos con más títulos del equipo

#### NASCAR Cup Series
| Piloto        | Total | Temporadas |
| ------------- | ----- | ---------- |
| Tony Stewart  | 1     | 2011       |
| Kevin Harvick | 1     | 2014       |

### Pilotos con más victorias del equipo

#### NASCAR Cup Series
| Piloto        | Total |
| ------------- | ----- |
| Kevin Harvick | 35    |
| Tony Stewart  | 16    |
| Kurt Busch    | 6     |
| Ryan Newman   | 4     |
| Clint Bowyer  | 2     |
| Aric Almirola | 1     |
| Cole Custer   | 1     |

#### NASCAR Xfinity Series
| Piloto        | Total |
| ------------- | ----- |
| Chase Briscoe | 11    |
| Cole Custer   | 9     |
| Kevin Harvick | 1     |
| Jason Leffler | 1     |

#### NASCAR Trucks Series
| Piloto      | Total |
| ----------- | ----- |
| Cole Custer | 1     |